# Phaenolobus rusticus
Phaenolobus rusticus là một loài tò vò trong họ Ichneumonidae.